# Crocidura negligens
Crocidura negligens es una especie de musaraña de la familia Soricidae.

## Distribución geográfica
Se encuentra en  Malasia peninsular y Tailandia (al sur del istmo de Kra). También vive en algunas islas próximas (Koh Samui, Pulau Tioman y Pulau Mapor). 